# 江見町 (岡山県)
江見町（えみちょう）は、岡山県英田郡にあった町。

## 概要
現在の美作市芦河内・岩辺・江見・江見吉田・大内谷・上福原・川北・瀬戸・田原・豊野・鯰・南海・原・日指・藤生・松脇・山城に当たる。これらの17大字は1889年の江見村発足前は村であった。
村名は中世の江見荘にちなんだ。

## 沿革
- 慶長14年 - 大河内村（大川村）が川崎・鯰・藤生・吉田・芦河内・瀬戸・大内谷・松脇・豊野・岩辺の10村に分村する[1]。
- 承応2年 - 日指村が田原・日指の2村に分村する[1]。
- 明治5年8月17日（1872年9月19日） - 田原村と日指村が再び合併して田原村となる。峠村と川北村が合併して川北村となる[1]。
- 1880年（明治13年）4月28日 - 田原村が再び田原・日指の2村に分村する[1]。
- 1883年（明治16年）2月15日 - 連合戸長役場制度発足[1][4]。
  - 英田郡第四部戸長役場を川崎村に設置し、同村および川北村・原村・上福原村・山城村・田原村・日指村を管轄。
  - 英田郡第五部戸長役場を鯰村に設置し、同村および豊野村・芦河内村・藤生村・吉田村・岩辺村・大内谷村・松脇村・瀬戸村を管轄。
  - 南海村は楢原上村（後の美作町）の英田郡第三部戸長役場の管轄になる。
- 1889年（明治22年）6月1日 - 町村制施行に伴い、英田郡芦河内村・岩辺村・川崎村・吉田村・大内谷村・上福原村・川北村・瀬戸村・田原村・豊野村・鯰村・南海村・原村・日指村・藤生村・松脇村・山城村が合併し、江見村が発足。大字川崎に役場を置く[3]。
- 1890年（明治23年） - 土居村との組合立高等江見小学校を川崎に開設、1902年に江見高等小学校となる[3]。
- 1900年（明治33年） - 芳英小学校豊野分校が独立して尋常豊野小学校となり、江見村北部を学区とした[5]。
- 1908年（明治41年） - 江見高等小学校と江見尋常小学校が合併し、江見尋常高等小学校となる[3]。
- 1916年（大正5年） - 養蚕業の発達により、組合立の江見製糸工場を川崎に設置[3]。
- 1934年（昭和9年）11月28日 - 江見村が町制施行し、江見町となる。姫津西線が開業し、美作江見駅が川北字今在家に置かれる[6]。
- 1948年（昭和23年） - 江見・土居・粟井3町村学校組合立林野高校江見分校が川崎字馬場山に開校、1952年に独立して3町村学校組合立江見高校となる（農業科・家庭科）[7][6]。
- 1953年（昭和28年）9月1日 - 英田郡土居町・粟井村・福山村・吉野村と合併して作東町となる。

## 当時の主要施設
- 江見小学校
- 豊野小学校[8]

## 地名の読み方
- 芦河内（あしごうち）
- 岩辺（いわなべ）
- 江見（えみ）
- 江見吉田（えみよしだ）
- 大内谷（おおうちだに）
- 上福原（かみふくはら）
- 川北（かわきた）
- 川崎（かわさき）
- 瀬戸（せと）
- 田原（たわら）
- 豊野（とよの）
- 鯰（なまず）
- 南海（なんがい）
- 原（はら）
- 日指（ひさし）
- 藤生（ふじゅう）
- 松脇（まつわき）
- 山城（やましろ）
- 吉田（よしだ）

## 現在の様子

### 郵便番号
- 709-4221 美作市瀬戸
- 709-4222 美作市岩辺
- 709-4223 美作市大内谷
- 709-4224 美作市豊野
- 709-4225 美作市松脇
- 709-4226 美作市鯰
- 709-4227 美作市江見吉田
- 709-4231 美作市南海
- 709-4232 美作市芦河内
- 709-4233 美作市藤生
- 709-4234 美作市江見
- 709-4235 美作市原
- 709-4236 美作市川北
- 709-4241 美作市日指
- 709-4242 美作市田原
- 709-4246 美作市上福原
- 709-4247 美作市山城

709-424Xの残りの番号は土居町を参照。

### 教育

#### 幼稚園
- 美作市立江見幼稚園

#### 小学校
- 美作市立江見小学校

#### 中学校
- 美作市立作東中学校

#### 高等学校
- 岡山県立江見商業高等学校（廃校）

### 交通

#### 鉄道
- JR姫新線 ： 美作江見駅

#### 道路

##### 高速道路
- 中国自動車道 ： 作東IC

##### 国道
- 国道179号

##### 県道
- 主要地方道
  - 岡山県道5号作東大原線

- 一般県道
  - 岡山県道358号鷺巣溝口線
  - 岡山県道365号上福原佐用線
  - 岡山県道479号瀬戸宗掛線

### 河川・山岳

#### 河川
- 吉野川
- 山家川

### 名所・旧跡・観光スポット・祭事・催事

#### 名所
- バレンタインパーク作東
- 武蔵の里ふるさとの森

### 寺院・神社

#### 寺院
- 報恩寺
- 普門寺
- 長城寺

#### 神社
- 江見神社

## その他
作東町成立に伴い、大字川崎は江見と改称。また、美作市成立に伴い、同様に美作市となった東粟倉村と共通の吉田は江見吉田と、江見を冠する事になったのは江見村・江見町だったことに由来する。なお、東粟倉村の吉田は東吉田となった。
また大字上福原の元となった上福原村は、楢原村を構成する旧4村の内、平福村の元となった、平野村と下福原村の内、後者と対になる地名であった。